# Thiên niên kỷ 4 TCN
Thiên niên kỷ 4 TCN là thời gian từ năm 4000 TCN đến hết năm 3001 TCN, nghĩa là bằng 1.000 năm, trong lịch Gregory.